# Special Air Mission
La Special Air Mission (SAM) de l'United States Air Force assure le transport aérien du président des États-Unis (POTUS), du vice-président des États-Unis (VPOTUS), de la Première dame des États-Unis (FLOTUS), du cabinet présidentiel, des délégations du Congrès américain (CODEL) ) et d'autres dignitaires américains et étrangers de haut rang.
La Special Air Mission est sous la gestion de l'Air Mobility Command (AMC) et exécutée par la 89th Airlift Wing (89 AW) basée à Andrews Air Force Base, dans le Maryland.

## Mission
La 89th Airlift Wing fournit le transport aérien du gouvernement américain avec 17 avions dédiés au SAM et 15 hélicoptères prenant en charge les besoins d'urgence du gouvernement fédéral. Ils utilisent presque exclusivement les aéroports civils.
Les missions SAM peuvent être divisées dans les catégories suivantes :
- Mission présidentielle : une mission dirigée par la Maison-Blanche pour transporter le président des États-Unis ou des membres de la première famille.
- Mission aérienne spéciale : une mission effectuée par la 89th Airlift Wing sous la direction du vice-chef d'état-major de l'US Air Force (CVAM). Les principaux passagers sont le vice-président, les secrétaires de cabinet et les hauts fonctionnaires du pouvoir exécutif, ainsi que les délégations du Congrès et les hauts dirigeants politiques étrangers.
- Mission spéciale d'hélicoptère : La mission du 1st Helicopter Squadron (en) (1 HS) est de fournir un transport par hélicoptère aux fonctionnaires du bureau du secrétaire à la Défense (en) (OSD), aux chefs d'état-major interarmées (JCS), aux services militaires et aux départements civils du gouvernement fédéral vers des sites de relocalisation pendant une crise nationale.

### Special Air Mission
Après une investiture présidentielle entraînant un changement de fonction, le président sortant est transporté à bord d'un avion VC-25 jusqu'à sa destination d'origine. L'avion pour ce vol n'utilise pas l'indicatif d'appel Air Force One car il ne transporte pas le président en fonction. Pour les présidents Bill Clinton et George W. Bush, le vol était connu sous le nom de Special Air Mission 28000, où le numéro représente le numéro de queue de l'avion,. Pour le président Barack Obama, le vol a utilisé l'indicatif d'appel SAM 44 (Obama était le 44e président),. Le cercueil de George H. W. Bush a été transporté sur un vol utilisant l'indicatif d'appel Special Air Mission 41.

## Special Assignment Air Mission
La Special Assignment Airlift Mission (SAAM) regroupe les aéronefs exploités par des unités autres que la 89th Airlift Wing pour satisfaire à une exigence nécessitant un transport aérien spécial, ou pour satisfaire une exigence nécessitant une attention particulière en raison du nombre de passagers, du poids ou de la taille de la cargaison, de l'urgence ou de la sensibilité du mouvement, ou d'autres facteurs spéciaux.
Ces missions sont désignées :
- PHOENIX BANNER – La SAAM soutenant le président des États-Unis (POTUS); l'aéronef principal utilise l'indicatif d'appel "Air Force One" lorsque POTUS est à bord.
- PHOENIX SILVER – La SAAM soutenant le vice-président des États-Unis (VPOTUS); l'aéronef principal utilise l'indicatif d'appel "Air Force Two" lorsque VPOTUS est à bord.
- PHOENIX COPPER – La SAAM soutenant les services secrets des États-Unis (USSS) lorsqu'elle ne soutient pas le président ou le vice-président, comme pour le transport de la Première Dame des États-Unis (FLOTUS), etc.

Les forces en alerte pour des missions PHOENIX BANNER ou PHOENIX SILVER répondent aux règles d'alerte suivantes :
- BRAVO Standby : aéronefs et équipages capables de décoller en 3 heures après déclenchement pour les C-130 et les C-17 et 3 heures 45 pour les C-5.
- ALFA Standby : aéronefs et équipages capables de décoller 1 heure après déclenchement pour les C-130 et les C-17 et 1 heure 45 heures pour les C-5.

Pour prendre en charge les missions PHOENIX BANNER et PHOENIX SILVER à court préavis, l'AMC maintient des aéronefs et des équipages renforcés en attente à divers endroits. Des missions spécifiques peuvent nécessiter des aéronefs C-5, C-17 ou C-130. Lorsque la cargaison nécessite un C-5 (comme pour le transport aérien d'hélicoptères du Corps des Marines des États-Unis dans le rôle "Marine One"), un C-5 sera utilisé pour soutenir la mission . Les aéronefs sélectionnés pour effectuer ces missions doivent répondre aux normes de fiabilité les plus élevées et ne doivent pas avoir d'antécédents non corrigés de dysfonctionnements répétés ou récurrents. Les missions sont largement coordonnées et tout retard a de graves conséquences sur l’appui aux missions. Les missions PHOENIX BANNER, PHOENIX SILVER et PHOENIX COPPER présentent un intérêt de haut niveau et doivent faire l'objet d'une attention particulière conformément aux procédures CLOSE WATCH établies. Tout problème affectant la mission est immédiatement porté à l'attention du 618th Air and Space Operations Center (Tanker Airlift Control Center) (en) pour les moyens contrôlés par l'AMC ou le Air Mobility Operations Control Center du théâtre (AMOCC) pour les moyens contrôlés par un théâtre d'opération.

## Historique

### Lignée
- Crée sous le nom de Special Airlift Mission la 10 mars 1948

Renommée Special Air Mission le 12 juillet 1991

### Gestion
- Bolling Field Command (en), 10 mars 1948 - 1er juin 1948
- Military Air Transport Service (MATS), 1er juin 1948 - 1er janvier 1966
- Military Airlift Command (en) (MAC), 1er janvier 1966 - 1er juin 1992
- Air Mobility Command (AMC), depuis le 1er juin 1992

### Bases
- Bolling Air Force Base (en), District of Columbia, 10 mars 1948 - 10 juillet 1961

Les opérations se déroulaient sur le Washington National Airport
- Andrews Air Force Base, Maryland, depuis le 10 juillet 1961

### Composantes
Wings
- 1100th Special Air Missions Wing, 1er juillet 1951 - 10 juillet 1961
- 1254th Air Transport Wing, 10 juillet 1961 - 8 janvier 1966
- 89th Military Airlift Wing, Special Mission, 8 janvier 1966

Renommée : 89th Military Airlift Group le 30 septembre 1977
Renommé : 89th Military Airlift Wing le 15 décembre 1980
Renommée : 89th Airlift Wing le 12 juillet 1991
Groups
- 89th Operations Group, depuis le 12 juillet 1991
- Presidential Airlift Group, depuis le 1er avril 2001
- 16th Special Air Missions Group

Renommé : 1100th Special Air Missions Group
Renommé : 2310th Air Transport Group, 10 mars 1948 - 29 novembre 1952
Squadrons
- 1st Helicopter Squadron : depuis le 1er juillet 1976
- 1st Airlift Squadron : depuis le 12 septembre 1977
- 99th Airlift Squadron : 8 janvier 1966 - 12 septembre 1977; depuis le 1er octobre 1988
- Presidential Airlift Squadron : depuis le 1er avril 2001
- 1st Special Air Missions Squadron

Renommé : 1111th Special Air Mission Squadron
Renommé : 1299th Air Transport Squadron, 10 mars 1948 - 10 juillet 1961
- 98th Military Airlift Squadron : 8 janvier 1966 - 1er septembre 1977
- 457th Airlift Squadron : 1er avril 1993 - 1er avril 1995
- 1400th Military Airlift Squadron : 1er avril 1975-15 mars 1978
- 1401st Military Airlift Squadron : 1er avril 1975-15 mars 1978
- 1402d Military Airlift Squadron : 1er avril 1975-15 mars 1978

### Appareils
| - C-118 Liftmaster (1966–1972) - VC-118 The Independence (1966–1974) - C-121 Constellation (1966–1968) - VC-121 (1966) - C-131 Samaritan (1966) - VC-131 (1966–1979) - C-135 Stratolifter (1966–1968, 1975–1992) - VC-137 Stratoliner (1966–2001) - C-140 (1966–1972) - VC-140 (1966–1987) - VC-6 (1966–1985) - U-4 (1966–1969) | - VC-135 (1968–1992) - VC-9 (1975–2005) - T-39 Sabreliner (1975–1978) - UH-1 Iroquois (1976–present) - CH-3 Jolly Green Giant (1976–1988) - C-12 Huron (1976–1993) - C-20 (1983–present) - VC-25 (1991–present) - C-21 (1993–1997) - C-32 (1998–present) - C-37 (1998–present) - C-40 Clipper (2002–present) |

La livrée distinctive "ÉTATS-UNIS D'AMÉRIQUE" présente sur les avions de la mission a été conçue par Raymond Loewy.

### Opérations
La Special Air Mission voit le jour avec le 10th Ferrying Squadron de l'Army Air Forces lors de la Seconde Guerre mondiale (AAFFC) en 1941. Il est renommé 21st Transport Transition Training Detachment du Air Transport Command (ATC) en 1942, puis rebaptisé 26th Transport Group. De septembre à décembre 1943, le 26th TG effectue la C-87 «Fireball», un vol hebdomadaire de livraison prioritaire de pièces de rechange entre Fairfield, dans l'Ohio et Agra, en Inde. Le 26th Transport Group est finalement rebaptisée 503d Army Air Force Base Unit (AAFBU) en 1944. En 1946, la 503d AAFBU est impliquée dans le transport de personnel vers l'atoll de Bikini dans le cadre des essais de bombe atomique.
Lorsque le président Franklin D.Roosevelt se rend à la conférence de Casablanca en 1943 à bord d'un Boeing 314 Clipper Ship commercial, il devient le premier président américain à voler pendant son mandat. Soucieux de compter sur les compagnies aériennes commerciales pour transporter le président, les dirigeants de l'USAAF ordonnent la conversion d'un avion militaire pour répondre aux besoins particuliers du commandant en chef. En 1942, un B-24 Liberator modifié (désigné C-87A) est préparé à l'usage du président Roosevelt, mais il ne sera jamais utilisé par lui. La Première Dame, Eleanor Roosevelt, utilise cependant l'avion lors de ses voyages aux États-Unis et à l'étranger pour rendre visite à des militaires à l'étranger.
Après avoir éprouvé des difficultés avec le C-87, l'USAAF s'arrange avec Douglas Aircraft pour construire un nouvel avion de transport spécifiquement pour un usage présidentiel. Surnommé la «Sacred Cow», ce C-54 Skymaster modifié (VC-54C), qui comprend un ascenseur vertical dans le bas du fuselage pour le président et son fauteuil roulant, devient le premier avion militaire à transporter un président américain lorsque le président Roosevelt le prend pour l'Union soviétique dans le cadre de la conférence de Yalta en février 1945. Le président Roosevelt n'utilise cet appareil qu'une seule fois avant sa mort en avril 1945; cependant, l'avion restee au service présidentiel pendant les 27 premiers mois de l'administration Truman. Le 26 juillet 1947, le président Truman signe la loi sur la sécurité nationale de 1947 à bord de l'appareil. Cet acte établit l'US Air Force en tant que service indépendant, faisant de l'avion le "berceau" de l'US Air Force.
La 503d Army Air Forces Base Unit est responsable de l'exploitation des aéronefs présidentiels jusqu'au 27 septembre 1947, date de la création de l'US Air Force. À ce moment-là, l'unité est rebaptisée 503d Air Force Base unit. Le 16th (plus tard le 1100th) Special Air Missions Group est créé en 1948 et affecté au Military Air Transport Service nouvellement créé. La mission du groupe est de transporter des employés civils du gouvernement selon les instructions du quartier général de l'USAAF. Le groupe se composait de huit escadrons, chacun stratégiquement situé à côté du quartier général des agences utilisant le transport fourni par les escadrons. Cela comprend le transport du président des États-Unis, du vice-président, des membres du cabinet, des membres du Congrès et d'autres hauts dignitaires américains et étrangers.
En 1947, les responsables de l'USAAF ordonnent que le 29e DC-6 en production soit modifié pour remplacer le vieillissant avion présidentiel VC-54C Sacred Cow. Le 4 juillet 1947, un VC-118, une version militaire de l'avion de ligne commercial Douglas DC-6, entre en service. Sa configuration diffère de celle du DC-6 standard, le fuselage arrière est converti en cabine; la cabine principale peut accueillir 24 passagers ou peut être aménagée pour recevoir 12 couchettes. Le VC-118 est surnommé «Independence» pour la ville natale du président Harry Truman dans le Missouri. En septembre 1947, l'avion passe de l'USAAF à l'US Air Force au moment de sa création. Le vol le plus historique de l'avion a probablement lieu lorsqu'il transporte le président Truman à Wake Island en octobre 1950 pour discuter de la situation coréenne avec le général de l'armée Douglas MacArthur.
En mai 1953, après près de six ans de service à la Maison Blanche, l'appareil est retiré du service présidentiel et sert ensuite à plusieurs organisations de l'Air Force pour le transport VIP.
Le président Dwight D. Eisenhower voyage à bord du «Columbine II» et du «Columbine III» de 1953 à 1961. Il s'agit de C-121 Constellation modifiés, désignés VC-121E. Mme Eisenhower le baptise Columbine III en l'honneur de la fleur officielle du Colorado, son État d'origine d'adoption. Columbine III sert d'avion présidentiel jusqu'à ce que le président Eisenhower quitte ses fonctions en janvier 1961. Il reste par la suite en service, transportant des représentants du gouvernement et des dignitaires étrangers en visite dans le monde entier jusqu'en 1966.
En 1953, à la suite d'un incident provoquant la confusion entre l'avion d'Eisenhower "Air Force 8610" et un avion d'Eastern Airlines "Eastern 8610", la décision est prise de créer un indicatif d'appel unique. L'indicatif "Air Force One" apparaît donc dans les années 1950 pour identifier non seulement l'avion du président, mais aussi lorsque celui ci est à bord.
En 1961, la 1254th Air Transport Wing est déplacée de l'aéroport national de Washington vers l'Andrews Air Force Base, dans le Maryland, où elle est ensuite dissoute en janvier 1966. À sa place, la 89th MAW Special Missions est activée et affectée sur l'Andrews Air Force Base.
En 1962, un VC-137C spécifiquement acheté pour être utilisé comme Air Force One, entre en service avec le numéro de queue 26000. SAM 26000 transporte le président John F. Kennedy à Berlin-Ouest en 1963, où il déclare aux Berlinois de l'Ouest, "Ich bin ein Berliner", les assurant du soutien continu des États-Unis face aux menaces communistes et à la construction du mur de Berlin. Kennedy vole également à bord du SAM 26000 pour se rendre à Dallas, au Texas, où il est assassiné le 22 novembre 1963, et c'est dans cet avion que le vice-président Lyndon B. Johnson prête serment en tant que nouveau président. SAM 26000 ramène ensuite le corps de John F.Kennedy et le président Johnson à Washington, D.C. Johnson utilise également le 26000 pour visiter les troupes américaines au Vietnam pendant la guerre.
À partir de 1970, le conseiller à la sécurité nationale du président Nixon, le Dr Henry Kissinger, utilise l'avion pour 13 voyages à Paris, en France, pour des réunions secrètes avec les Nord-Vietnamiens. En février 1972, le président Nixon prend le SAM 26000 pour son historique "Voyage pour la paix" en république populaire de Chine (la première visite d'un président américain en Chine). En mai 1972, SAM 26000 transporte également Nixon en Union soviétique.
SAM 26000 est renforcé en décembre 1972 par un autre VC-137, le Special Air Mission 27000, SAM 26000 devient l'avion de remplacement d'Air Force One jusqu'à ce qu'il soit finalement retiré du service en 1998. Richard Nixon est le premier président à utiliser SAM 27000 qui sert à tous les présidents jusqu'à ce qu'il soit remplacé par les deux avions VC-25 (SAM 28000 et 29000) en 1990. Cependant, SAM 27000 continue de rester en service en tant qu'Air Force Two et Air Force One de remplacement jusqu'à sa retraite en 2001.
En octobre 1981, l'avion transporte les présidents Nixon, Ford et Carter, et l'ancien secrétaire d'État, le Dr Kissinger, aux funérailles du président égyptien assassiné Anouar Sadate. En mars 1983, la reine Elizabeth II du Royaume-Uni vole à bord de SAM 26000 lors de son voyage aux États-Unis.
Lors d'un événement télévisé à l'échelle nationale en mai 1998, l'USAF retire le SAM 26000 du service. SAM 27000 est également mis à la retraite en août 2001.
La Special Air Mission actuelle utilise un Boeing 747-200B modifié (VC-25) pour les voyages présidentiels. Les deux aéronefs actuellement en service aux États-Unis sont fortement modifiés, pour inclure le renforcement face aux EMP de tous les systèmes de communication et d'avionique et une capacité de ravitaillement en vol. Les VC-25 portent les numéros de queue 28000 et 29000. Bien que la désignation Air Force One ne s'applique techniquement aux avions que lorsque le président est à bord, le terme est généralement appliqué aux VC-25 de manière plus générale. Ils opèrent souvent en conjonction avec Marine One, un hélicoptère du Corps des Marines, généralement un VH-3D Sea King, exploité par le Marine Helicopter Squadron ONE (HMX-1), qui transporte le président vers les aéroports ou d'autres endroits dans des circonstances où un cortège de véhicule serait être inapproprié.